# Ян Хуэйянь
Ян Хуэйя́нь (кит. упр. 杨惠妍, пиньинь Yáng Huìyán, р. 1981) — самая богатая женщина-миллиардер в Китае. Согласно журналу Forbes, её состояние оценивается в 16,2 млрд долларов на октябрь 2007 года.
C начала 2018 года всего за четыре дня работы бирж состояние Ян Хуэйянь выросло с 23,6 млрд долларов до 25,6 млрд долларов США. В списке миллиардеров Bloomberg (Bloomberg Billionaires Index) Ян Хуэйянь поднялась на 31-е место, войдя в первую десятку предпринимателей, сумевших сильнее других увеличить своё состояние с начала 2018 года.

## Биография
Ян Хуэйянь родилась в 1981 году в Китае. На данный момент она является главным акционером Country Garden Holdings и одним из самых богатых людей в Китае. Её состояние оценивалось в 4,7 миллиарда долларов в 2012 году.
Country Garden является девелоперской компанией, базирующейся в провинции Гуандун, Китай. Основная деятельность компании — строительство элитного жилья.
Основанная в 1997 году в Шуньдэ, провинция Гуандун, Country Garden была зарегистрирована на Гонконгской фондовой бирже 20 апреля 2007, сделав миллиардерами пять своих акционеров.
Ян — дочь Яна Гоцяна — фермера и простого строителя, который построил свою компанию «Бигуйюань» (Biguiyuan) с нуля, а в 2007 году отдал дочери 70 % акций Country Garden. Отец Ян остался председателем и главным исполнительным директором компании.
Ян окончила университет в 2003 г. Она получила высшее образование в Университете штата Огайо.
Ян давно замужем и входит в список самых богатых женщин-миллиардеров планеты.